# حسین شب‌زنده‌دار جهرمی
حسین شب‌زنده‌دار جهرمی (۱۳۰۸ – ۴ مرداد ۱۳۹۳) مجتهد، عالم شیعه، مفسر قرآن کریم و از استادان مطرح اخلاق در حوزه علمیه قم بود که بیش از ۴۰ سال سابقه تدریس دروس عالیه حوزه علمیه را داشت. وی پدر و استاد مهدی شب‌زنده‌دار، از فقهای شورای نگهبان، است.

## تولد
حسین شب زنده‌دار در سال ۱۳۰۸ شمسی (۸ شوال ۱۳۴۷) در خانه کربلایی احمد واقع در محله قدیمی سنان جهرم، دیده به جهان گشود.
پدرش کربلایی احمد و برادرش حاج قنبر با همسر و فرزندان در یک خانه ساده زندگی می‌کردند. هر دو کاسبی ساده بودند که روزانه کالاهای مورد نیاز را تهیه می‌کرد و برای فروش به محل می‌برد. وی ضمن گذران امر معاش از این راه احکام دینی و مسائل شرعی را نیز به اهالی می‌آموخت. قمر خانم مادر حسین نیز از زنان شایسته محل بود و او نیز همچون همسرش به کمالاتی آراسته بود.

## تحصیلات
حسین بین ۶ تا ۷ سالگی به مکتب خانه محل زادگاهش رفت. خواندن و نوشتن، قرائت قرآن و برخی از آداب و رسوم و احکام شرعی را آموخت.

### تحصیل در جهرم
نوجوان جهرمی که عاشق علم و دانش بود و به خاطر ارتباط و ملازمت پدر با اهل علم و مردان حق، علاقه شدیدی به روحانیان و عالمان دینی پیدا کرده بود، با آنان ارتباط و مراوده برقرار کرد و با راهنمایی آنان در مدرسه خان (زمانیه) جهرم حجره گرفت و مشغول تحصیل شد.
او در مدرسه خان (زمانیه) جهرم حجره گرفت و مقدمات علوم، ادبیات، مقداری از مسائل فقهی و شرعیات و آداب و اخلاق را از سید حسن شریعتمداری (۱۳۵۲ش)، میرزا محمد نمازی (۱۳۶۴ش)، سید حسن موسوی نائینی (۱۳۶۹ش)، علی اکبر ناصری (۱۳۶۸ش)، سید محمد احمدی (۱۳۵۶ش)، سید محمدرضا اصفهانی (۱۳۶۲ش)، به‌طور ویژه سید ابراهیم حق‌شناس (۱۳۶۰ش) و عطاءالله حقدان(۱۳۳۰ش) به خوبی فراگرفت. با اتمام دروس این دوره، عطش فراگیری و کسب بهره‌های علمی و معنوی در او بیشتر شد.
وی می‌خواست به حوزه بزرگ شیراز برود، اما با موانعی مانند نامساعد بودن وضع مالی پدر، سختی تحمّل جدایی از پدر، عمو و سایر بستگان، فراق مادر از دست رفته و مسائلی دیگر رو به رو شد، ولی همچنان امید عزیمت به شیراز را داشت.

### تحصیل در شیراز
شب زنده دار جهرمی برای مدتی در مدرسه مقیمیه و پس از آن در مدرسه منصوریه شیراز اقامت گزید و به تحصیل مشغول گردید. در این دوره کتاب‌های درسی رایج در معانی و بیان، فقه و اصول و کلام و عقاید را نزد استادان و بزرگان حوزه علمیه شیراز چون شیخ محمدجواد آیت الهی (۱۳۵۲)، ملاّ احمد دارابی، سید علی خفری، بهاءالدین محلاّتی (۱۴۰۱ق)، شیخ ابوالحسن حدائق (۱۳۸۸ق) و سید عبدالعلی آیت اللّهی آموخت.
در پایان این دوره سه ساله به دستور حدائق که محبت سرشاری به شب زنده دار داشت، مجلس جشنی در باغ مدرسه منصوریه برگزار گردید و حدائق ضمن اهدای عبا و عمامه به شب زنده دار با دستان خود عمامه بر سر وی گذاشت و او را به لباس روحانیت درآورد.

### تحصیل در قم
وی که حدود هجده بهار از عمرش را پشت سر گذاشته و متون دروس دوره سطح متوسطه را خوانده بود، تصمیم گرفت، برای ادامه تحصیلات عالی به قم مهاجرت کند. وی در آغاز سال تحصیلی ۱۳۶۵ق. (۱۳۲۶ش) با اجازه پدر و استاد به قم مهاجرت نمود. نخست در مدرسه فیضیه و پس از مدتی در مدرسه حجتیه سکونت گزید و به تحصیل مشغول گردید. او قسمتی از درس‌هایی را که در دوره سطح متوسطه نخوانده بود، نزد محمد صدوقی (۱۴۰۱ق) خواند. سپس فراگیری متون دروس سطح عالی را شروع کرد. «رسائل»، «مکاسب» و «کفایة الاصول» در فقه و اصول را نزد محمدتقی بهجت، مرتضی حائری یزدی (۱۴۰۶ق)، سید رضا بهاءالدینی (۱۴۱۸ق)، سید محمدباقر سلطانی طباطبایی (۱۴۱۸ق)، شیخ عبدالجواد اصفهانی (۱۴۰۷ق)، میرزا محمد مجاهدی تبریزی (۱۳۸۰ق)، آقا سید رضا صدر (۱۴۱۵ق) و عبدالرزاق قاینی (۱۴۱۴ق)، خواند و «شرح تجرید و شوارق» در کلام و حکمت را نزد سید احمد خوانساری (۱۴۰۵ق) و … خواند و دوره سطح را به پایان رسانید.
پس از آن خود را برای استفاده از مباحث دوره خارج آماده کرد. شب زنده دار سال‌ها به‌طور مرتب و منظم و مجدّانه در دروس خارج فقه و اصول سید حسین بروجردی (۱۳۸۰ق)، سید محمد محقق داماد(۱۳۸۸ق)، محمدعلی اراکی (۱۴۱۵ق)، روح‌الله خمینی (۱۴۰۹ق)، سیدمحمدرضا گلپایگانی (۱۴۱۴ق)، عباسعلی شاهرودی (۱۳۸۳ق) حاضر شد و هم‌زمان در درس تفسیر سید محمدحسین طباطبایی (۱۴۰۲ق) حضور یافت و ضمن مباحثه، تقریر برخی از دروس یاد شده را نگاشت و از آن پس خود در شمار استادان حوزه قرار گرفت. شب زنده دار، در سال‌هایی که در حلقه دروس خارج شرکت می‌کرد، به خاطر دریافت سریع مطالب، پشتکار و حافظه قوی، پیوسته از صحبتهای استادان بهره‌مند می‌گشت.

## تدریس
وی از استادان حوزه علمیه قم به‌شمار می‌رود و سابقه تدریس حوزوی او به چهل سال می‌رسد. وی در مدرسه خان جهرم و منصوریه شیراز کتابهایی را که خوانده بود، برای داوطلبان درس داد و از سالی که به حوزه علمیه قم وارد شد، متون آموخته شده را تدریس کرد. بیشتر تدریس او در قم طی چند دوره شامل مباحث فقهی و اصولی از «لمعتین»، «مکاسب»، «قوانین الاصول» و «اصول الفقه» برای طلاّب داوطلب در مساجد اعظم، امام حسن عسکری، مسجد نو، مسجد معصومیه و مدارس حقانی، رضویه، گلپایگانی و بحث تفسیر و اخلاق در مدرسه فیضیه و مسجد حضرت معصومیه به صورت آزاد و عمومی بود. او در حوزه علمیه قم سال‌ها از مدرسان برجسته کتاب قوانین الاصول محقق قمی بود. شب زنده دار در ارائه نوع درس نیز جانب تواضع و اخلاقمداری را پاس می‌داشت. او سال‌ها پیش از پیروزی انقلاب اسلامی مدرس سطوح عالی بود؛ اما پس از پیروزی انقلاب اسلامی به درخواست برخی طلاب حاضر به تدریس شرح لمعه شد.
وی در تدریس بیانی شیرین و شیوا داشت و برای تفهیم و انتقال درست مطالب به مخاطبان از الفاظ و قالبهای ساده استفاده می‌نمود. از امثال و نمونه‌ها نیز بهره می‌گرفت و موقع پاسخ دادن به پرسشهای درسی و حلّ مشکلات علمی، تحمّل به خرج می‌داد و با جوابی درخور، سؤال‌کننده را قانع می‌کرد.

## تالیفات و مقالات
شب زنده‌دار در کنار تمام فعالیت‌ها در عرصه نگارش هم آثار زیادی به صورت تقریرات دروس خارج، شرح و حواشی بر برخی از تفاسیر و ادعیه و مقالات پربار در موضوعات گوناگون دینی نگاشته‌است که به آن‌ها اشاره می‌شود:
- تقریرات دروس خارج فقه و اصول سیدروح الله خمینی
- حواشی بر تفاسیر مجمع البیان و المیزان
- شرح دعای مکارم الاخلاق
- مجموعه یادداشتهای مدون شده پیرامون مسئله امامت
- مقالات متعدد در موضوعات اخبار غیبی و علوم دیگر قرآن، معاد و قیامت، آینده دنیا و… چاپ شده در مجله مکتب اسلام، مکتب تشیع، معارف جعفری و…[۸][۹]

## درگذشت
حسین شب زنده‌دار جهرمی که چندین روز ابتدا در بیمارستان شهید بهشتی قم و سپس در بیمارستان مسیح دانشوری تهران بستری بود صبح شنبه ۴ مرداد ۱۳۹۳ درگذشت. پیکر وی عصر یکشنبه ۵ مرداد ۱۳۹۳ در قم تشییع و در حرم فاطمه معصومه به خاک سپرده شد.